# Лузитаністика
Лузитані́стика або португалі́стика — міждисциплінарна галузь гуманітарних знань, яка займається португальською мовою та літературою, відома також як португальська філологія. Водночас лузитаністика охоплює більш широко історію та етнографію португаломовних країн світу. Назва походить від латинської назви Португалія Лузітанія, власне від однойменної римської провінції, до якої входила значна частина сьогоднішньої Португалії.  
Разом з іспанською, французькою та італійською філологією португалістика утворює основні сфери наукових інтересів романістики.

## Підгалузі
Названа та поділена відповідно до географічних та лінгвістичних аспектів, лузитаністика займається такими підрегіонами: 
- власне португалі́стика — дослідження мови, мовознавства, літератури, фольклору і фольклористики, історії та етнографії, широко культури Португалії;
- афролузитаністика — вивчає португальську мову і культуру на африканському континенті (Ангола, Екваторіальна Гвінея, Гвінея-Бісау, Кабо-Верде, Мозамбік, Сан-Томе і Принсіпі);
- Бразиліаністика зосереджується на мові та літературі Бразилії;
- Галісіїстика вивчає гальєго, якою розмовляють у регіоні Іспанії Галісія, яка тісно пов'язана з португальською, а також культуру, історію, етнографію та фольклор галісійців.

З португалістикою, особливо з афролузитаністикою переплітається креолістика, що займається вивченням впливів (в т.ч. взаємовпливів) романських, зокрема і португальської, мов з корінними мовами, переважно в Африці та Латинській Америці, креолізацією романських мов, утворенням нових креольських мов, якк в колоніальні часи, так і за сучасності. 

## Лузитаністика в світі та Україні
Головними осередками лузитаністики в світі є академічні та наукові установи португаломовних країн, зокрема Португалії та Бразилії. Чимало академічних і науково-дослідницьких програм здійснює безпосередньо, курирує або підтримує Інститут Камоенса. Також визнаними центрами лузофонних досліджень є португальські і бразильські університети: Лісабонський, Коїмбрський, Портуський, Сан-Паулу.
Видатною португалісткою німецького походження є Кароліна Міхаеліс ді Вашконселуш. 
Систематичне вивчення і дослідження мови, культури, філології й історії Португалії, Бразилії та португаломовного світу реалізується в різних країнах світу — свої академічні традиції та осередки португалістики є в США, ФРН, Франції, Китаї, Японії, Чехії та Росії.
Зачинателем португалістики в СРСР можна вважати В. Ф. Шишмарьова, який починаючи від 1933 року був першим деканом філологічного факультету Ленінградського університету й завідувачем кафедри романо-германської філології. У Москві, яка у повоєнний час, стала основним радянським осередком португальських студій, працювали португалісти Л. Й.-Е. Бреверн, М. А. Родіонова та Н. В. Петрова.
Українським лузитансістом можна вважати М. І. Литвинця — автора основних перекладів з португальської на українську. Наразі (2020) португальська викладається факультативно в Київському університеті; двічі (вдруге в травні 2019 року) на базі КНУ відбувся тиждень португальської мови «Португальське мовне море».